# Davide Calabria
Davide Calabria (* 6. Dezember 1996 in Brescia) ist ein italienischer Fußballspieler, der seit August 2025 in Griechenland für Panathinaikos Athen spielt.

## Karriere

### Verein
Calabria war von 2006 bis 2015 in der Jugend der AC Mailand aktiv. Mit der U15-Auswahl der Mailänder gewann Calabria in der Spielzeit 2009/2010 die italienische U15-Meisterschaft und mit der U19-Auswahl 2014 das Torneo di Viareggio.
Unter Trainer Filippo Inzaghi wurde Calabria im Januar 2015 zum ersten Mal in den Profikader der AC Mailand einberufen. Sein erstes Spiel in der erstklassigen Serie A absolvierte Calabria am 30. Mai 2015 beim 3:1-Heimsieg gegen Atalanta Bergamo, als er in der 84. Spielminute für Mattia de Sciglio eingewechselt wurde. In den nächsten Spielzeiten entwickelte sich Calabria immer mehr zu einem wichtigen Bestandteil der 1. Mannschaft und konnte mit den Rossoneri im Dezember 2016 den italienischen Superpokal gewinnen. Im Februar 2018 gelang Calabria beim 0:2-Auswärtssieg gegen die Roma sein erstes Pflichtspieltor für Milan. Ende November 2020 bestritt er im Spiel gegen die AC Florenz sein 100. Spiel in der Serie A.
Trotz einer Meniskusverletzung im März 2021 etablierte sich Calabria in der Spielzeit 2020/21 endgültig als Stammspieler und beendete die Saison mit dem AC Mailand auf dem 2. Tabellenplatz. Milan qualifizierte sich damit erstmals seit 2013 wieder für die UEFA Champions League. In der folgenden Spielzeit 2021/22 gewann Calabria mit den Rossoneri die italienische Meisterschaft und übernahm dabei häufig die Kapitänsbinde, wenn der eigentliche Kapitän Romagnoli nur auf der Ersatzbank saß. Im Sommer 2022 verließ Romagnoli den Verein und Calabria wurde zum Start der Spielzeit 2022/23 der neue Kapitän von Milan. Am 6. Januar 2025 gewann er mit den Rossoneri die Supercoppa Italiana.
Nach 18 Jahren bei den Rossoneri wechselte Calabria am 3. Februar 2025 auf Leihbasis bis Saisonende zum Ligakonkurrenten FC Bologna. Für Bologna absolvierte er während der Leihe 13 Pflichtspiele und gewann dabei Mitte Mai 2025 gegen seinen eigentlichen Stammverein AC Mailand den italienischen Pokal. Bologna verzichtete auf eine feste Verpflichtung von Calabria und mit dem Ende der Leihe lief auch sein Vertrag in Mailand aus.
Mitte August 2025 schloss sich Calabria dem griechischen Verein Panathinaikos Athen an und unterschrieb dort einen Vertrag bis Sommer 2028.

### Nationalmannschaft
Von 2013 bis 2019 durchlief Calabria die verschiedenen Junioren-Nationalmannschaften Italiens und nahm dabei an der U17-Europameisterschaft 2013, der U17-Weltmeisterschaft 2013 sowie an der U21-Europameisterschaft 2017 teil.
Für drei Länderspiele im November 2020 wurde Calabria von Nationaltrainer Roberto Mancini zum ersten Mal in den Kader der italienischen Nationalmannschaft einberufen. Am 11. November 2020 folgte das Debüt für die Nationalmannschaft als Calabria im Freundschaftsspiel gegen Estland in der 80. Spielminute für Danilo D’Ambrosio eingewechselt wurde. Sieben Tage später folgte beim Duell in der UEFA Nations League gegen Bosnien-Herzegowina der erste Einsatz in einem Pflichtspiel für Italien.

## Erfolge

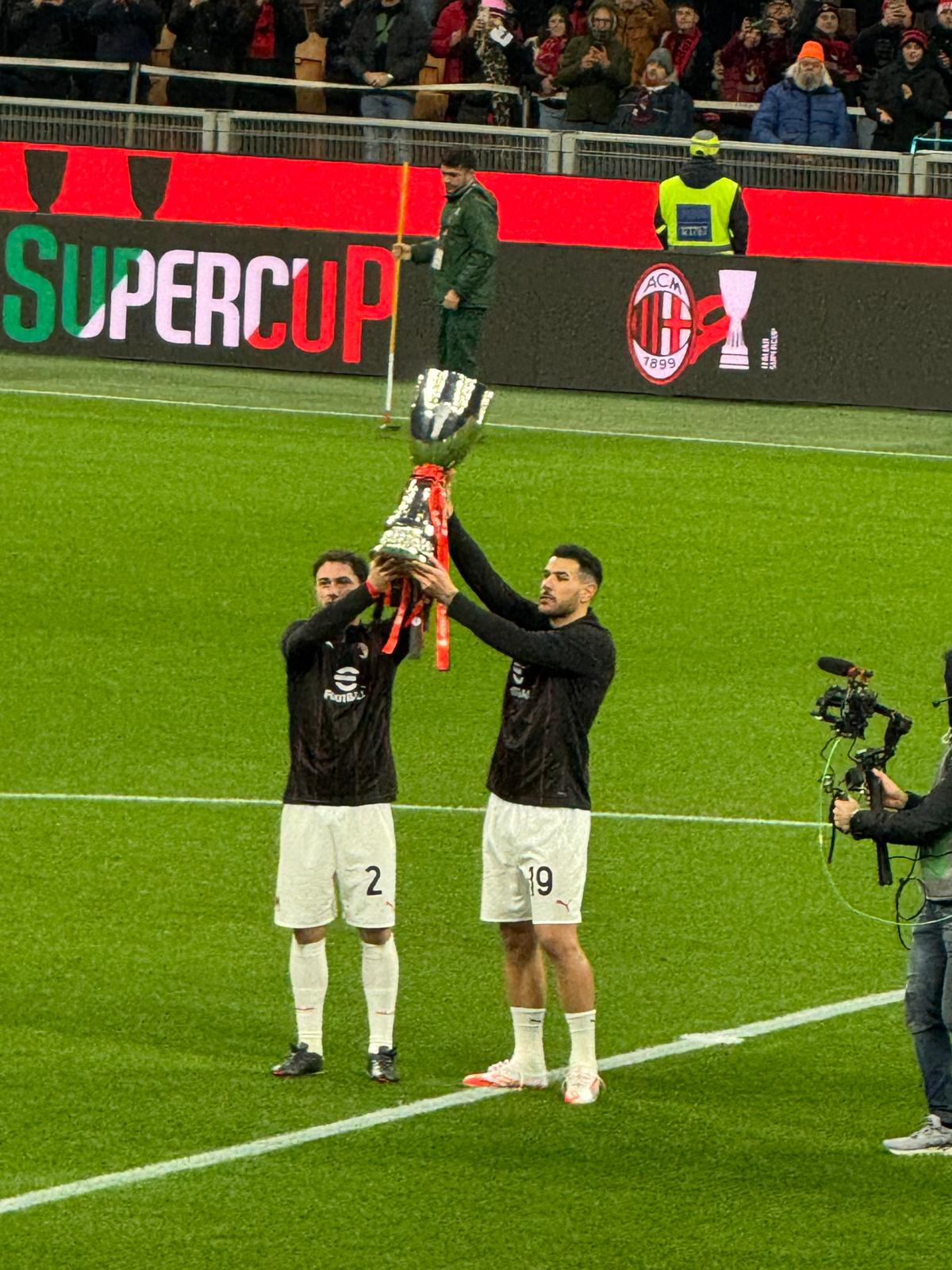
Davide Calabria und Théo Hernández mit dem italienischen Superpokal. (2025)

- Italienischer Superpokal: 2016, 2024 (AC Mailand)
- Italienischer Meister: 2021/22 (AC Mailand)
- Italienischer Pokalsieger: 2024/25 (FC Bologna)